# Дилмун
Дилмун, също Телмун (шумер: 𒉌𒌇𒆠, на арабски: دلمون, на гръцки: Τύλος - Тилос) е названието в дълбоката древност на остров Бахрейн в Персийския залив, а също и название на едноименната държава, заедно с крайбрежните райони и острови, известна от третото хилядолетие преди новата ера. Редица учени предполагат, че Дилмун първоначално обозначава източната провинция на Саудитска Арабия. Описан е като райска градина, където хищниците не убиват, болката и болестите не съществуват, а хората не остаряват.
Дилмун е важен търговски център. В разцвета си, той контролира търговските пътища в Персийския залив. Според някои съвременни теории шумерите смятат Дилмун за свещено място, но това не е посочено в нито един известен древен текст. Дилмун е споменат като търговски партньор, източник на мед и търговски ентрепот.